# Diocesi di Picos
La diocesi di Picos (in latino: Dioecesis Picuensis) è una sede della Chiesa cattolica in Brasile suffraganea dell'arcidiocesi di Teresina. Nel 2021 contava 362.000 battezzati su 414.155 abitanti. È retta dal vescovo Plínio José Luz da Silva.

## Territorio
La diocesi comprende 42 comuni dello stato brasiliano di Piauí: Picos, Alagoinha do Piauí, Acauã, Alegrete do Piauí, Aroeiras do Itaim, Belém do Piauí, Bocaina, Betânia do Piauí, Caldeirão Grande, Campo Grande do Piauí, Caridade do Piauí, Curral Novo do Piauí, Dom Expedito Lopes, Francisco Macedo, Francisco Santos, Fronteiras, Geminiano, Ipiranga do Piauí, Itainópolis, Jaicós, Jacobina do Piauí, Marcolândia, Massapê do Piauí, Monsenhor Hipólito, Padre Marcos, Paquetá, Patos do Piauí, Paulistana, Pio IX, Queimada Nova, Santana do Piauí, Santa Cruz do Piauí, Santo Antônio de Lisboa, São João da Canabrava, São José do Piauí, São Julião, São Luis do Piauí, Simões, Sussuapara, Vera Mendes, Vila Nova do Piauí e Wall Ferraz.
Sede vescovile è la città di Picos, dove si trova la cattedrale di Nostra Signora dei Rimedi.
Il territorio si estende su 23.121 km² ed è suddiviso in 21 parrocchie, raggruppate in 8 zone pastorali.

## Storia
La diocesi è stata eretta il 28 ottobre 1974 con la bolla Neminem latet di papa Paolo VI, ricavandone il territorio dalla diocesi di Oeiras.

## Cronotassi dei vescovi
Si omettono i periodi di sede vacante non superiori ai 2 anni o non storicamente accertati.
- Augusto Alves da Rocha (23 maggio 1975 - 24 ottobre 2001 nominato vescovo di Oeiras-Floriano)
- Plínio José Luz da Silva, dal 26 novembre 2003

## Statistiche
La diocesi nel 2021 su una popolazione di 414.155 persone contava 362.000 battezzati, corrispondenti all'87,4% del totale.
| anno | popolazione | popolazione | popolazione | presbiteri | presbiteri | presbiteri | presbiteri                | diaconi | religiosi | religiosi | parrocchie |
| anno | battezzati  | totale      | %           | numero     | secolari   | regolari   | battezzati per presbitero | diaconi | uomini    | donne     | parrocchie |
| ---- | ----------- | ----------- | ----------- | ---------- | ---------- | ---------- | ------------------------- | ------- | --------- | --------- | ---------- |
| 1976 | 256.200     | 261.429     | 98,0        | 8          | 6          | 2          | 32.025                    |         | 2         | 15        | 5          |
| 1980 | 250.000     | 275.000     | 90,9        | 10         | 5          | 5          | 25.000                    |         | 5         | 18        | 5          |
| 1990 | 305.638     | 321.728     | 95,0        | 12         | 10         | 2          | 25.469                    |         | 2         | 26        | 7          |
| 1999 | 300.000     | 313.000     | 95,8        | 17         | 17         |            | 17.647                    |         |           | 22        | 9          |
| 2000 | 303.000     | 316.000     | 95,9        | 16         | 16         |            | 18.937                    |         |           | 23        | 9          |
| 2001 | 305.581     | 325.086     | 94,0        | 14         | 14         |            | 21.827                    |         |           | 25        | 9          |
| 2002 | 305.581     | 325.086     | 94,0        | 21         | 15         | 6          | 14.551                    |         | 6         | 28        | 9          |
| 2003 | 305.581     | 325.086     | 94,0        | 16         | 16         |            | 19.098                    |         |           | 28        | 9          |
| 2004 | 302.862     | 347.140     | 87,2        | 15         | 15         |            | 20.190                    |         |           | 21        | 9          |
| 2013 | 339.000     | 389.000     | 87,1        | 21         | 21         |            | 16.142                    |         |           | 18        | 18         |
| 2016 | 348.000     | 398.000     | 87,4        | 28         | 28         |            | 12.428                    |         |           | 25        | 18         |
| 2019 | 356.400     | 407.620     | 87,4        | 31         | 31         |            | 11.496                    |         |           | 27        | 21         |
| 2021 | 362.000     | 414.155     | 87,4        | 35         | 35         |            | 10.342                    |         |           | 16        | 21         |